# Sylhet (Division)
Die Division Sylhet (Bengalisch: সিলেট বিভাগ, Sileṭ bibhāg, Silet Bibhag) ist eine von acht Verwaltungseinheiten Bangladeschs, die den Distrikten übergeordnet und nach ihrer jeweilig größten Stadt benannt sind. Mit einer Fläche von 12.595,95 km² ist sie eine der kleinsten Verwaltungseinheiten und befindet sich im äußersten Nordosten des Landes. Die Bevölkerungszahl der Division misst ca. 11,4 Mio. Einwohner (2022). Die Verwaltungshauptstadt ist die gleichnamige Stadt Sylhet.
Die Division Sylhet grenzt im Norden an den indischen Bundesstaat Meghalaya, im Osten an den indischen Bundesstaat Assam, im Süden an den indischen Bundesstaat Tripura, und im Westen an die Divisionen Maimansingh, Dhaka und Chittagong.
Die Verwaltungseinheit setzt sich aus lediglich vier Distrikten zusammen und hat 14 Stadtverwaltungen und zahlreichen lokalen Subverwaltungskategorien.
Die vier Distrikte sind: Habiganj, Moulvibazar, Sunamganj und Sylhet.

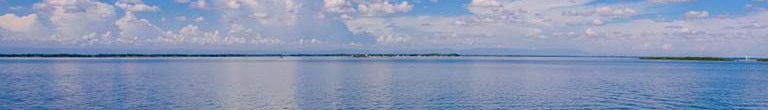
Blick über das Hakaluki Haor – ein Sumpfgebiet in der Division Sylhet

Nach einem Referendum am 6. Juli 1947 wurde das vor der Teilung Indiens zum ungeteilten Assam gehörige Gebiet Ostpakistan, dem heutigen Bangladesch, eingegliedert. Nach der Unabhängigkeit Bangladeschs 1973 gehörte das Gebiet zunächst zur Division Chittagong. Am 1. August 1995 wurde aus den genannten vier Distrikten die neue (sechste) Division Sylhet gebildet.

## Bevölkerungsentwicklung
| Jahr        | Einwohnerzahl |
| ----------- | ------------- |
| Zensus 1991 | 6.765.039     |
| Zensus 2001 | 7.939.343     |
| Zensus 2011 | 9.910.219     |
| Zensus 2022 | 11.415.021    |